# Antezant-la-Chapelle

Antezant-la-Chapelle este o comună în departamentul Charente-Maritime, Franța. În 1 ianuarie 2022 avea o populație de 366 de locuitori.